# سينال بريش
سينال سامر بريش (من مواليد 3 مارس 2003) هي لاعبة كرة قدم لبنانية تلعب كحارسة مرمى لنادي أكاديمية بيروت والمنتخب اللبناني.

## مهنة دولية
ظهرت لأول مرة على المستوى الدولي مع منتخب لبنان في 30 أغسطس 2021، ضد السودان في كأس المرأة العربية 2021. استدعيت لتمثيل لبنان في بطولة اتحاد غرب آسيا لكرة القدم للسيدات 2022، لمساعدة فريقها على احتلال المركز الثاني.

## الإنجازات
لبنان
- بطولة أتحاد غرب آسيا للسيدات الوصيف: 2022

## روابط خارجية
- سينال بريش على موقع أف آي لبنان (FA Lebanon)